# Zaischnopsis octavia
Zaischnopsis octavia is een vliesvleugelig insect uit de familie Eupelmidae. De wetenschappelijke naam is voor het eerst geldig gepubliceerd in 1939 door Girault.